# Parábola de los invitados a la boda

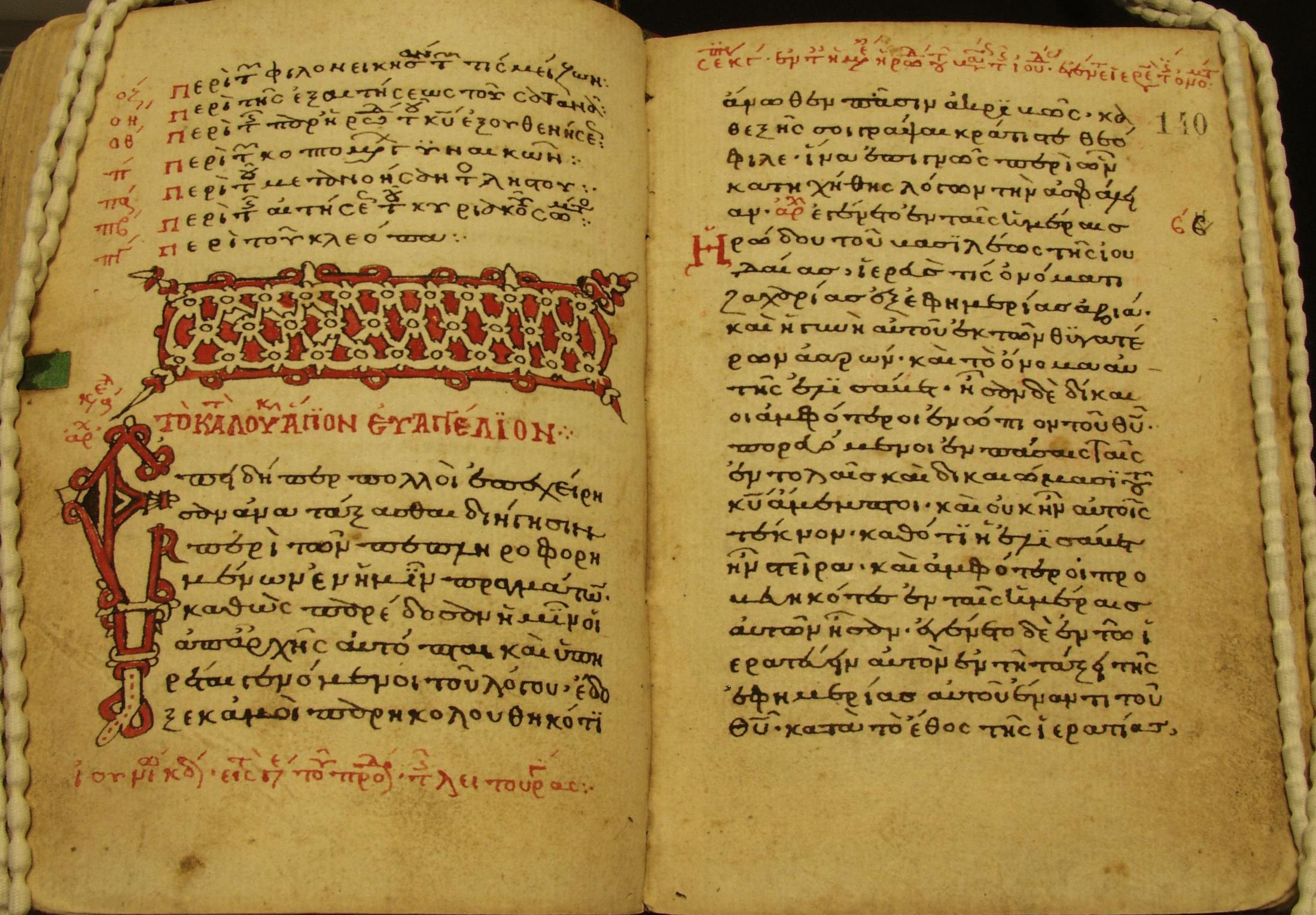
El Evangelio de Lucas, minúscula 2444, siglo XIII

La parábola de los invitados a la boda es una de las parábolas de Jesús y aparece en el Nuevo Testamento en Lucas 14:7-14. Precede directamente a la Parábola del banquete nupcial en Lucas 14:15-24. En el Evangelio de Mateo, el pasaje paralelo a la «Parábola del banquete nupcial» de Lucas también está ambientado como un banquete de bodas (Mateo 22:1-14).
En los tiempos del Nuevo Testamento, una boda era algo muy sagrado y alegre. Algunas incluso duraban hasta una semana o más. Cuando Jesús contó esta parábola, mucha gente pudo entender la imagen que intentaba crear porque utilizó una Boda Judía - específicamente, una Seudat Nissuin - como escenario de la historia.
Lucas 14:11 dice Todo el que se enaltece será humillado, pero el que se humilla será enaltecido; este dicho también se encuentra en Lucas 18:14 y Mateo 23:12. Es similar a Mateo 18:4.

## Texto bíblico
Les proponía a los invitados una parábola, al notar cómo iban eligiendo los primeros puestos: —Cuando alguien te invite a una boda, no vayas a ponerte en el primer puesto, no sea que otro más distinguido que tú haya sido invitado por él y, al llegar el que os invitó a ti y al otro, te diga: «Cédele el sitio a éste», y entonces empieces a buscar, lleno de vergüenza, el último lugar. Al contrario, cuando te inviten, ve a ocupar el último lugar, para que cuando llegue el que te invitó te diga: «Amigo, sube más arriba». Entonces quedarás muy honrado ante todos los comensales. Porque todo el que se ensalza será humillado, y el que se humilla será ensalzado.

Decía también al que le había invitado: —Cuando des una comida o cena, no llames a tus amigos, ni a tus hermanos, ni a tus parientes, ni a vecinos ricos, no sea que también ellos te devuelvan la invitación y te sirva de recompensa. Al contrario, cuando des un banquete, llama a pobres, a tullidos, a cojos y a ciegos; y serás bienaventurado, porque no tienen para corresponderte. Se te recompensará en la resurrección de los justos. 

## Interpretación de la Iglesia católica
Una comida a la que Jesús fue invitado le da ocasión para poner de manifiesto varias enseñanzas. En este caso da una lección sobre la humildad a la que Santa Teresa hace el siguiente comentario: 

«Una vez estaba yo considerando por qué razón era nuestro Señor tan amigo de esta virtud de la humildad, y púsoseme delante —a mi parecer sin considerarlo, sino de presto— esto: que es porque Dios es suma Verdad, y la humildad es andar en verdad; que lo es muy grande no tener cosa buena de nosotros, sino la miseria y ser nada; y quien esto no entiende, anda en mentira. A quien más lo entiende, agrada más a la suma Verdad, porque anda en ella. Plega a Dios, hermanas, nos haga merced de no salir jamás de este propio conocimiento, amén» 

Aprovechando la imagen del banquete, Jesús continúa enseñando. En este pasaje no habla del invitado sino del que hace la invitación dicienso que la humildad ha de completarse con la práctica de la  caridad. Cuando se hace una donación ouna invitación se tiene que desechar todo deseo de vanagloria y mirar en primer lugar a Dios (cfr 12,22-34 y nota), de quien hemos recibido todo.  San Gregorio Nacianceno hace el siguiente comentario al respecto:

«¿Quién te ha dado las lluvias, la agricultura, los alimentos, las artes, las casas, las leyes, la sociedad, una vida grata y humana, así como la amistad y familiaridad con aquellos con quienes te une un verdadero parentesco? (…) ¿Acaso no ha sido Dios, el mismo que ahora solicita tu benignidad, por encima de todas las cosas y en lugar de todas ellas? ¿No habríamos de avergonzarnos, nosotros, que tantos y tan grandes beneficios hemos recibido o esperamos de Él, si ni siquiera le pagáramos con esto, con nuestra benignidad? Y si Él, que es Dios y Señor, no tiene a menos llamarse nuestro Padre, ¿vamos nosotros a renegar de nuestros hermanos? No consintamos, hermanos y amigos míos, en administrar de mala manera lo que, por don divino, se nos ha concedido» 